# Hardにやさしく
「Hardにやさしく」（ハードにやさしく）は、1986年3月5日にリリースされた田原俊彦の25作目のシングル。

## ディスクジャケット
本作と次作「ベルエポックによろしく」のみ、ハードペーパースリーブ仕様ジャケットとなっている。

## 収録曲
| 全作詞: 阿久悠、全作曲: 林哲司。 |                    |        |            |          |
| #                                | タイトル           | 作詞   | 作曲・編曲 | 編曲     |
| 1.                               | 「Hardにやさしく」 | 阿久悠 | 林哲司     | 鷺巣詩郎 |
| 2.                               | 「憂嬢の物語」     | 阿久悠 | 林哲司     | 大村雅朗 |